# Thấu kính IRC 0218
Quần tụ thiên hà IRC 0218 còn được gọi là XMM-LSS J02182-05102) chứa các thiên hà xa nhất thấu kính hấp dẫn mạnh mẽ hiện đang được biết đến ở dịch chuyển đỏ z = 1,62. Thấu kính này là một trong hai quần tụ thiên hà sáng nhất và thấu kính một thiên hà nền hình thành sao ở dịch chuyển đỏ z = 2,26 thành một vòng cung tươi sáng.
Quần tụ thiên hà hình ê líp có khối lượng gấp 180 tỉ lần Mặt trời, và nằm ở khoảng cách xa nhất Trái đất từ trước đến nay.
Thấu kính này được phát hiện thông qua một sự kết hợp chụp ảnh và quang phổ của Kính viễn vọng Hubble và kính viễn vọng Keck. Việc phát hiện và phân tích tiếp theo của thấu kính đã được công bố.
Thấu kính này do nhà khoa học Kim-Vy Tran của Đại học A&M Texas dẫn đầu thực hiện, sử dụng kính viễn vọng Hubble của Cơ quan Hàng không Vũ trụ Hoa Kỳ (NASA) cùng với Viện nghiên cứu Trung ương của Đài Loan.